# Lucas Corvée

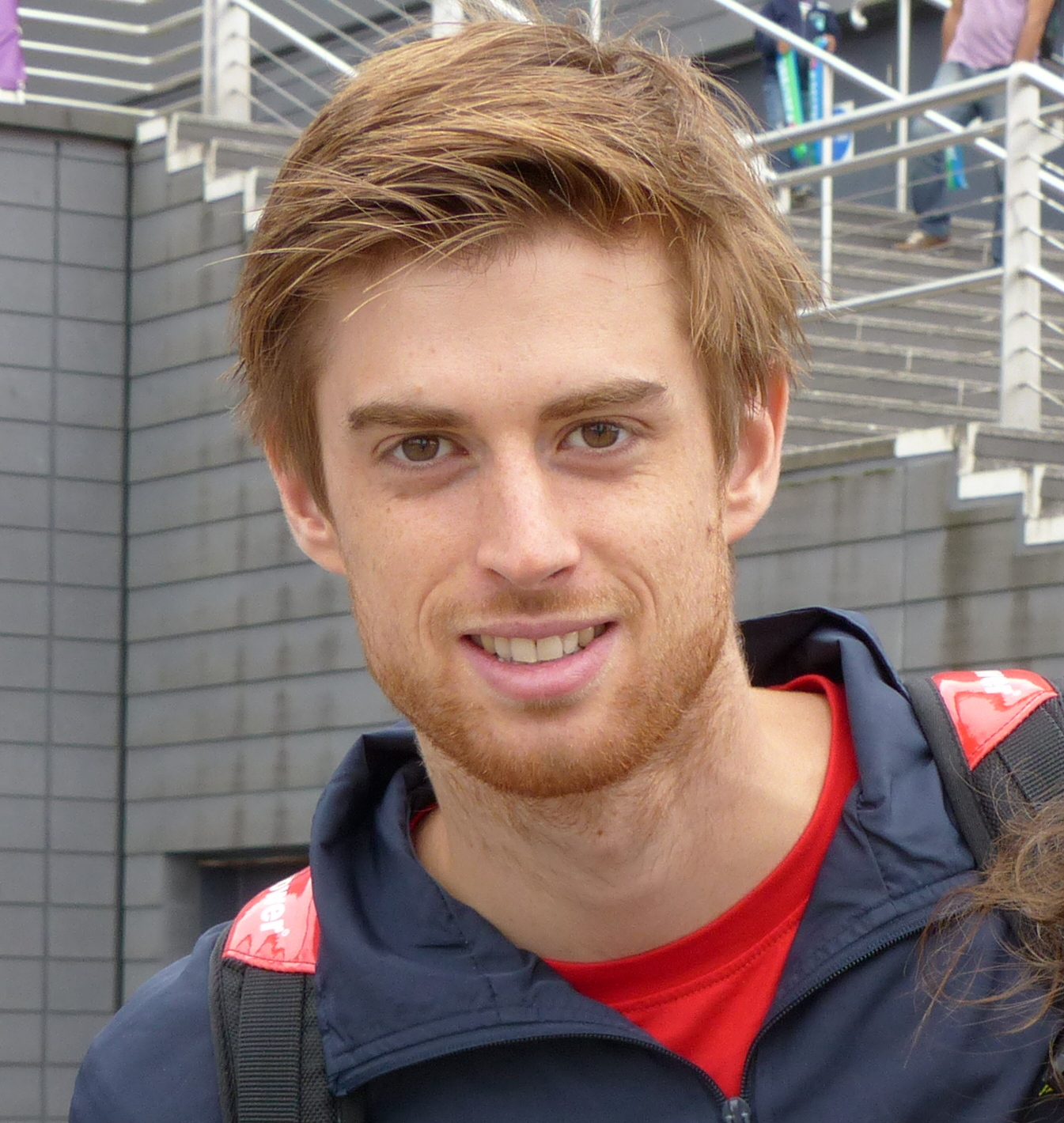
Lucas Corvée (2017)

Lucas Corvée (* 9. Juni 1993) ist ein französischer Badmintonspieler.

## Karriere
Lucas Corvée gewann in Frankreich von 2006 bis 2010 drei Nachwuchsmeistertitel bei den Cadets und den Benjamins. 2010 nahm er an den Badminton-Weltmeisterschaften teil und siegte bei den Polish Juniors. Bei der Badminton-Junioreneuropameisterschaft 2011 gewann er Bronze im Doppel. Im gleichen Jahr wurde er Zweiter bei den Estonian International 2011 ebenso wie ein Jahr darauf bei den Irish Open 2012 und den Bulgaria Open 2012. 2013 wurde er französischer Vizemeister im Einzel. Auch bei den Romanian International 2013 belegte er Rang zwei.